# Volley Academy Sassuolo 2021-2022
Questa voce raccoglie le informazioni riguardanti la Volley Academy Sassuolo nelle competizioni ufficiali della stagione 2021-2022.

## Stagione
Nella stagione 2021-22 la Volley Academy Sassuolo assume la denominazione sponsorizzata di Green Warriors Sassuolo.
Partecipa per la quarta volta alla Serie A2; chiude il girone A della regular season di campionato al quinto posto in classifica, qualificandosi per i play-off promozione dove viene eliminata nei quarti di finale dall'Helvia Recina.
Per effetto del quinto posto in classifica al termine del girone di andata della regular season partecipa alla Coppa Italia di Serie A2, dove viene eliminata ai quarti di finale dall'Adolfo Consolini.

## Organigramma
Area direttiva
- Presidente: Carmelo Borruto
- Team Manager: Davide Ventura

Area tecnica
- Allenatore: Maurizio Venco
- Allenatore in seconda: Matteo Borghi (dal 24 novembre 2021)
- Assistente allenatore: Valentina Cariani, Alessandro Minghelli
- Scout man: Samuele Spallanzani

Area sanitaria
- Medico: Gustavo Savino
- Fisiterapista: Francesco Ferraguti
- Preparatore atletico: Marco Serafini

## Rosa
| N° | Nome                  | Ruolo | Data di nascita  | Nazionalità sportiva |
| -- | --------------------- | ----- | ---------------- | -------------------- |
| 1  | Francesca Mammini     | P     | 26 agosto 2004   | Italia               |
| 2  | Sara Colli            | L     | 14 luglio 2005   | Italia               |
| 3  | Aneta Zojzi           | S     | 23 maggio 2003   | Italia               |
| 5  | Martina Balboni       | P     | 29 gennaio 1991  | Italia               |
| 6  | Beatrice Gardini      | S     | 1º aprile 2003   | Italia               |
| 7  | Valentina Cantaluppi  | S     | 12 agosto 2004   | Italia               |
| 8  | Serena Moneta         | S     | 17 dicembre 1990 | Italia               |
| 9  | Karola Dhimitriadhi   | S     | 8 maggio 1996    | Italia               |
| 11 | Vittoria Fornari      | C     | 25 gennaio 2002  | Italia               |
| 12 | Federica Busolini     | C     | 22 luglio 1999   | Italia               |
| 13 | Viktoriya Anikeeva    | O     | 8 maggio 2001    | Russia               |
| 13 | Aleksandra Rasinska   | O     | 6 novembre 1998  | Polonia              |
| 14 | Elena Rolando         | L     | 16 luglio 1999   | Italia               |
| 15 | Julia Stanev          | C     | 29 aprile 2004   | Italia               |
| 16 | Giada Civitico        | C     | 5 dicembre 2000  | Italia               |
| 17 | Marta Semprini Cesari | C     | 4 luglio 2004    | Italia               |

## Mercato
| Acquisti | Acquisti              | Acquisti       | Acquisti   |
| R.       | Nome                  | da             | Modalità   |
| -------- | --------------------- | -------------- | ---------- |
| O        | Viktoriya Anikeeva    | Severjanka     | definitivo |
| P        | Martina Balboni       | Megavolley     | definitivo |
| S        | Valentina Cantaluppi  | Vivivolley     | definitivo |
| L        | Sara Colli            | Vergiate       | definitivo |
| S        | Beatrice Gardini      | Club Italia    | definitivo |
| S        | Serena Moneta         | Aragona        | definitivo |
| O        | Aleksandra Rasinska   | Wrocław        | definitivo |
| L        | Elena Rolando         | Alba           | definitivo |
| C        | Marta Semprini Cesari | Academy Modena | definitivo |
| C        | Julia Stanev          | Montale        | definitivo |

| Cessioni | Cessioni            | Cessioni            | Cessioni   |
| R.       | Nome                | a                   | Modalità   |
| -------- | ------------------- | ------------------- | ---------- |
| O        | Ekaterina Antropova | Savino Del Bene     | definitivo |
| O        | Ginevra Bazzani     | Giannino Pieralisi  | definitivo |
| L        | Emma Falcone        | Teatina             | definitivo |
| S        | Camilla Ferrari     | CLAI Imola          | definitivo |
| S        | Francesca Magazza   | Montecchio Maggiore | definitivo |
| P        | Laura Pasquino      | Mondovì             | definitivo |
| L        | Federica Pelloni    | CLAI Imola          | definitivo |
| S        | Candela Solinas     | Charleroi           | definitivo |
| P        | Natasha Spinello    | Olimpia Teodora     | definitivo |

## Risultati

### Serie A2

#### Girone di andata
| 1ª Giornata - 10 ottobre 2021 PalaBellina, Marsala                              | Marsala           | 3 - 0 | Academy Sassuolo | 25-19, 25-19, 25-18               |
| 2ª Giornata - 17 ottobre 2021 Palestra Santissima Consolata, Sassuolo           | Academy Sassuolo  | 2 - 3 | Helvia Recina    | 16-25, 14-25, 25-23, 25-21, 13-15 |
| 3ª Giornata - 24 ottobre 2021 Palestra Comunale, Golfo Aranci                   | Hermaea           | 3 - 0 | Academy Sassuolo | 25-20, 25-19, 25-14               |
| 4ª Giornata - 31 ottobre 2021 Palestra Santissima Consolata, Sassuolo           | Academy Sassuolo  | 3 - 1 | Altino           | 25-17, 23-25, 25-16, 25-17        |
| 5ª Giornata - 3 novembre 2021 Palazzetto dello Sport, San Giovanni in Marignano | Adolfo Consolini  | 3 - 0 | Academy Sassuolo | 25-13, 25-19, 25-14               |
| 7ª Giornata - 13 novembre 2021 PalaBorsani, Castellanza                         | Futura Giovani    | 1 - 3 | Academy Sassuolo | 26-24, 20-25, 18-25, 35-37        |
| 8ª Giornata - 17 novembre 2021 Palestra Santissima Consolata, Sassuolo          | Academy Sassuolo  | 3 - 1 | Aragona          | 25-19, 27-25, 23-25, 25-21        |
| 9ª Giornata - 21 novembre 2021 PalaIaquaniello, Sant'Elia Fiumerapido           | Assitec           | 0 - 3 | Academy Sassuolo | 15-25, 20-25, 23-25               |
| 10ª Giornata - 28 novembre 2021 Palestra Santissima Consolata, Sassuolo         | Academy Sassuolo  | 3 - 0 | Olimpia Teodora  | 27-25, 25-20, 25-17               |
| 11ª Giornata - 5 dicembre 2021 PalaGeorge, Montichiari                          | Millenium Brescia | 1 - 3 | Academy Sassuolo | 26-24, 23-25, 27-29, 21-25        |

#### Girone di ritorno
| 12ª Giornata - 19 dicembre 2021 Palestra Santissima Consolata, Sassuolo | Academy Sassuolo | 2 - 3 | Marsala           | 19-25, 21-25, 25-23, 25-16, 14-16 |
| 13ª Giornata - 26 dicembre 2021 PalaFontescodella, Macerata             | Helvia Recina    | 3 - 1 | Academy Sassuolo  | 25-17, 25-22, 20-25, 25-20        |
| 14ª Giornata - 18 febbraio 2022 Palestra Santissima Consolata, Sassuolo | Academy Sassuolo | 3 - 1 | Hermaea           | 27-25, 25-20, 12-25, 25-19        |
| 15ª Giornata - 24 febbraio 2022 Palazzetto dello Sport, Lanciano        | Altino           | 1 - 3 | Academy Sassuolo  | 15-25, 25-22, 21-25, 22-25        |
| 16ª Giornata - 23 gennaio 2022 Palestra Santissima Consolata, Sassuolo  | Academy Sassuolo | 3 - 1 | Adolfo Consolini  | 26-24, 25-21, 22-25, 25-18        |
| 18ª Giornata - 6 febbraio 2022 Palestra Santissima Consolata, Sassuolo  | Academy Sassuolo | 3 - 0 | Futura Giovani    | 25-22, 25-16, 25-21               |
| 19ª Giornata - 13 febbraio 2022 PalaMoncada, Porto Empedocle            | Aragona          | 3 - 0 | Academy Sassuolo  | 25-23, 26-24, 25-18               |
| 20ª Giornata - 20 febbraio 2022 Palestra Santissima Consolata, Sassuolo | Academy Sassuolo | 3 - 0 | Assitec           | 25-22, 25-16, 25-17               |
| 21ª Giornata - 27 febbraio 2022 PalaCosta, Ravenna                      | Olimpia Teodora  | 3 - 1 | Academy Sassuolo  | 25-21, 23-25, 26-24, 25-11        |
| 22ª Giornata - 6 marzo 2022 Palestra Santissima Consolata, Sassuolo     | Academy Sassuolo | 0 - 3 | Millenium Brescia | 15-25, 21-25, 19-25               |

#### Play-off promozione
| Ottavi di finale (gara 1) - 23 marzo 2022 PalaFrancescucci, Casnate con Bernate    | Alba             | 1 - 3 | Academy Sassuolo | 17-25, 25-18, 27-29, 20-25 |
| Ottavi di finale (gara 2) - 20 marzo 2022 Palestra Santissima Consolata, Sassuolo  | Academy Sassuolo | 3 - 1 | Alba             | 15-25, 25-17, 25-15, 25-10 |
| Quarti di finale (gara 1) - 3 aprile 2022 PalaFontescodella, Macerata              | Helvia Recina    | 3 - 1 | Academy Sassuolo | 22-25, 25-14, 25-19, 25-20 |
| Quarti di finale (gara 2) - 10 aprile 2022 Palestra Santissima Consolata, Sassuolo | Academy Sassuolo | 1 - 3 | Helvia Recina    | 21-25, 25-19, 27-29, 16-25 |

### Coppa Italia di Serie A2
| Ottavi di finale - 11 dicembre 2021 PalaCollodi, Montecchio Maggiore                  | Montecchio Maggiore | 2 - 3 | Academy Sassuolo | 9-25, 25-16, 25-27, 25-15, 13-15 |
| Quarti di finale - 22 dicembre 2021 Palazzetto dello Sport, San Giovanni in Marignano | Adolfo Consolini    | 3 - 0 | Academy Sassuolo | 25-22, 25-13, 25-6               |

## Statistiche

### Statistiche di squadra
| Competizione             | Punti | In casa | In casa | In casa | In trasferta | In trasferta | In trasferta | Totale | Totale | Totale |
| Competizione             | Punti | G       | V       | P       | G            | V            | P            | G      | V      | P      |
| ------------------------ | ----- | ------- | ------- | ------- | ------------ | ------------ | ------------ | ------ | ------ | ------ |
| Serie A2                 | 35    | 12      | 8       | 4       | 12           | 5            | 7            | 24     | 13     | 11     |
| Coppa Italia di Serie A2 | -     | 0       | 0       | 0       | 2            | 1            | 1            | 2      | 1      | 1      |
| Totale                   | -     | 12      | 8       | 4       | 14           | 6            | 8            | 26     | 14     | 12     |

G = partite giocate; V = partite vinte; P = partite perse 

### Statistiche dei giocatori
| Giocatore          | Serie A2 | Serie A2 | Serie A2 | Serie A2 | Serie A2 | Coppa Italia Serie A2 | Coppa Italia Serie A2 | Coppa Italia Serie A2 | Coppa Italia Serie A2 | Coppa Italia Serie A2 | Totale | Totale | Totale | Totale | Totale |
| Giocatore          | P        | PT       | AV       | MV       | BV       | P                     | PT                    | AV                    | MV                    | BV                    | P      | PT     | AV     | MV     | BV     |
| ------------------ | -------- | -------- | -------- | -------- | -------- | --------------------- | --------------------- | --------------------- | --------------------- | --------------------- | ------ | ------ | ------ | ------ | ------ |
| V. Anikeeva        | 5        | 3        | 3        | 0        | 0        | -                     | -                     | -                     | -                     | -                     | 5      | 3      | 3      | 0      | 0      |
| M. Balboni         | 24       | 67       | 38       | 9        | 20       | 2                     | 9                     | 6                     | 2                     | 1                     | 26     | 76     | 44     | 11     | 21     |
| F. Busolini        | 23       | 214      | 161      | 36       | 17       | 1                     | 9                     | 7                     | 1                     | 1                     | 24     | 223    | 168    | 37     | 18     |
| V. Cantaluppi      | 16       | 32       | 21       | 5        | 6        | 2                     | 6                     | 5                     | 0                     | 1                     | 18     | 38     | 26     | 5      | 7      |
| G. Civitico        | 23       | 220      | 148      | 47       | 25       | 2                     | 11                    | 7                     | 3                     | 1                     | 25     | 231    | 155    | 50     | 26     |
| S. Colli           | 7        | 1        | 0        | 0        | 1        | 1                     | 0                     | 0                     | 0                     | 0                     | 8      | 1      | 0      | 0      | 1      |
| K. Dhimitriadhi    | 10       | 98       | 85       | 5        | 8        | 1                     | 0                     | 0                     | 0                     | 0                     | 11     | 98     | 85     | 5      | 8      |
| V. Fornari         | 3        | 0        | 0        | 0        | 0        | -                     | -                     | -                     | -                     | -                     | 3      | 0      | 0      | 0      | 0      |
| B. Gardini         | 24       | 485      | 415      | 33       | 37       | 1                     | 35                    | 28                    | 3                     | 3                     | 25     | 520    | 443    | 36     | 40     |
| F. Mammini         | 10       | 2        | 0        | 1        | 1        | 0                     | 0                     | 0                     | 0                     | 0                     | 10     | 2      | 0      | 1      | 1      |
| S. Moneta          | 14       | 136      | 117      | 10       | 9        | 1                     | 5                     | 4                     | 1                     | 0                     | 15     | 141    | 121    | 11     | 9      |
| A. Rasińska        | 17       | 177      | 147      | 21       | 9        | 1                     | 4                     | 4                     | 0                     | 0                     | 18     | 181    | 151    | 21     | 9      |
| E. Rolando         | 24       | 0        | 0        | 0        | 0        | 2                     | 0                     | 0                     | 0                     | 0                     | 26     | 0      | 0      | 0      | 0      |
| M. Semprini Cesari | 3        | 3        | 1        | 2        | 0        | 2                     | 3                     | 2                     | 1                     | 0                     | 5      | 6      | 3      | 3      | 0      |
| J. Stanev          | 0        | 0        | 0        | 0        | 0        | 0                     | 0                     | 0                     | 0                     | 0                     | 0      | 0      | 0      | 0      | 0      |
| A. Zojzi           | 19       | 43       | 31       | 2        | 10       | 2                     | 21                    | 15                    | 4                     | 2                     | 21     | 64     | 46     | 6      | 12     |

P = presenze; PT = punti totali; AV = attacchi vincenti; MV = muri vincenti; BV = battute vincenti